# 中国剣

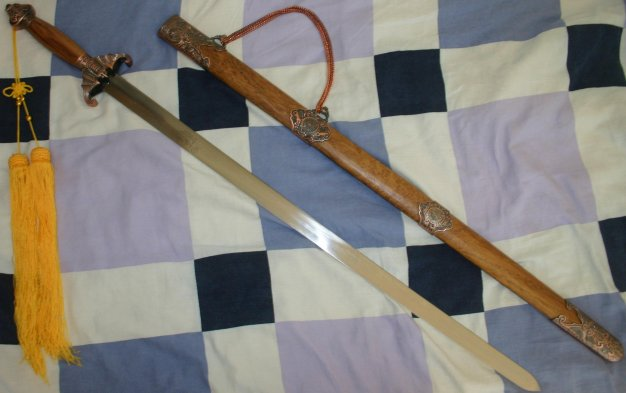
太極剣用の訓練剣

中国剣（ちゅうごくけん）、または漢剣（かんけん）とは、武器の一種。西洋剣とほぼ同じような外見の剣身が多いが、軟剣・硬剣と、「軟らかさ」の種類がある。両刃であることが特徴、刺すことが主な目的であるため剣格は滑り止めもかねる。
西洋の剣術とは、武術の種類が異なり、基本的には「突く」ための武器であるが、切り払うことも比較的多い。
中国から刀剣が伝来した日本においては両刃の剣は廃れたが、中国圏では剣と刀の両方が並存し続けた。構造的に、両刃の剣に比して片刃である刀は峰が厚い分、強度に優る。こうした特性に則り、中国刀は柳葉刀に代表されるように頑強な威力重視。中国剣は軽量で取り回し重視の武器としてそれぞれ発展していった。
剣の分類としては、単剣、双剣、短穂剣、長穂剣、双手剣（両手剣）、蛇剣、剣刺、九曲剣、龍形剣、剣鞭、桃剣などがある。
武術としては、少林剣、太極剣、武当剣、長穂剣、双剣、酔剣、螳螂剣、三才剣、純陽剣、佛塵剣、剣鞭などがある。
古代の剣は、どんな種類でも柄頭に劍穗（剣穂、けんすい）と呼ばれる房を付ける。素材は様々だが、色は紅、青など目立つ色である。この理由として、剣が血で滑り手から落としても手元に戻せるように、また目立つ色で相手を翻弄させる意図があった。これは槍の穂先に付けられる赤い房飾り（紅櫻）と同じである。